# 石嶐
石嶐，字映崑，陝西三原縣人，明末進士。

## 生平
崇祯十五年（1642年）壬午科舉陝西鄉試，崇禎十六年（1643年）聯捷癸未科進士。明末關中失守，上恢復三策，不報，痛哭出都門。